# 拉班·扫马
拉班·扫马（羅馬化：Rabban Sauma，1225年—1294年1月10日），或称拉賓掃務瑪、巴·扫马（Bar Sauma），13世纪景教教士，旅行家，其足迹东起北京，西至巴黎。据叙利亚文献记载，扫马是畏兀儿人（今譯维吾尔），而据中国史书记载，扫马是汪古人。他实际名为扫马，拉班是叙利亚文“教师”一词的音译。

## 生平

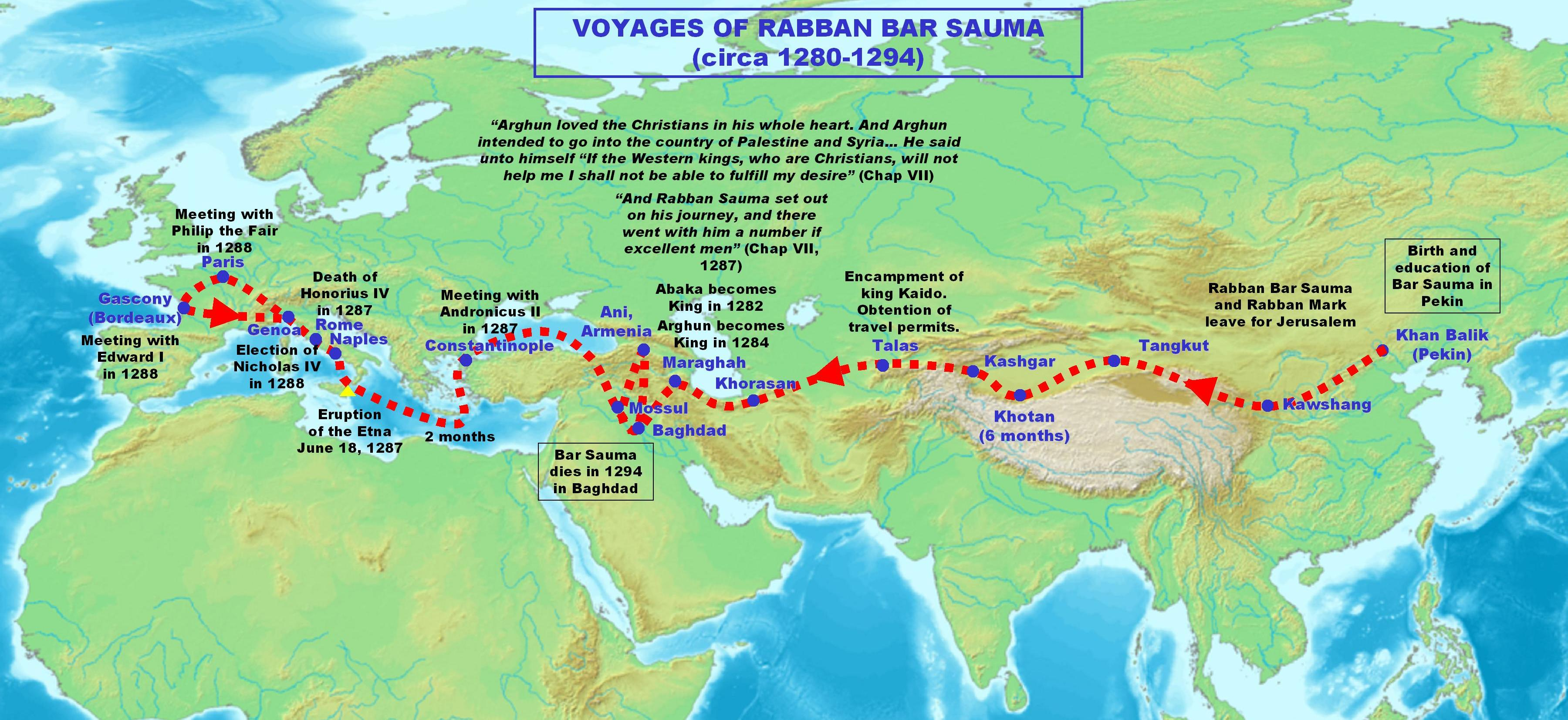
拉班·掃馬的旅程。

扫马生于北京，其父名“昔班”，是北京地区的景教巡察使。扫马30岁时正式成为景教修士，在房山修行，成为远近闻名的修士。不久，一名来自山西霍山（今内蒙古东胜）的景教徒马古斯投入其门下，与其共同修行。
1276年，扫马和马古斯得到忽必烈的许可，踏上朝圣之途，前往伊儿汗国拜见東方亞述教會牧首瑪·登哈，并欲前往耶路撒冷。经过四年的跋涉，途经宁夏、和阗、喀什噶尔、呼罗珊、阿塞拜疆，两人最终到达伊儿汗国首都蔑剌哈城（今伊朗境内马腊格），驻留于阿德比尔附近塔里尔的圣马·米海尔教堂，见到了马·登哈。然后继续西行，但由于耶路撒冷已被信奉伊斯兰教的马木留克（今埃及）占领，无法前行，二人只好折向毛夕里（今伊拉克摩苏尔）。之后马·登哈将他们召到报达（今伊拉克巴格达），派他前往伊儿汗阿八哈宫廷。1280年，马·登哈为马古斯改名马·雅巴拉哈，任命其为契丹（北中国）景教牧首，扫马为巡查总使。但是，在二人刚刚准备踏上回程，马·登哈突然病逝。在接下来的大牧首选举中，马·雅巴拉哈因为自身的蒙古出身，被选为新一任的景教大牧首，称“马·雅巴拉哈三世”。
1287年，为与马木留克对抗，伊儿汗国大汗阿鲁浑要求马·雅巴拉哈派遣使者前往君士坦丁堡和罗马，商谈与基督教世界合作对抗穆斯林的可能性。扫马遂奉命出使欧洲。
他首先抵达君士坦丁堡，见到了东罗马帝国皇帝安德洛尼卡二世。其后他又经那不勒斯前往罗马，与红衣主教哲罗姆会晤。不走运的是，当时教宗何諾四世刚刚去世，其位恰好空缺，无人能给与其明确的答复。于是，扫马又经托斯卡尼、热那亚，转道前往巴黎，拜见法国国王腓力四世，腓力表示愿意派军与伊尔汗国合作夺取耶路撒冷。接下来，他又在加斯科涅会见了英格兰国王爱德华一世，当时可能是在波尔多的首都。爱德华一世对该使团做出了热情的回应，但最终证明由于国内的冲突，特别是与威尔斯人和苏格兰人的冲突，他无法加入军事联盟。
1288年，在回程中，他会见了新任的教宗尼各老四世，向其递交了阿鲁浑的国书。尼各老四世则允许其留在罗马过复活节。在此期间，扫马举行了景教聖餐禮，受到尼各老四世的认可，认为“语不同但礼相同”。5月，尼各老四世通过扫马分别向忽必烈和阿鲁浑回信，感谢他们对基督教的支持。同时，尼各老四世也承认马·雅巴拉哈为东方基督徒的主管。
1289年，扫马回到巴格达，他的出使虽然未能使伊儿汗国同基督教世界建立直接的军事合作，但是使聖座更相信各汗国统治者与元朝皇帝与均崇信基督教，因而遣教士孟特戈维诺等东来。不久以后，景教教会正式承认教宗为领袖。1294年，扫马逝世于巴格达。
扫马用波斯文著有游记，原稿已佚。1887年发现叙利亚文《大总管雅巴拉哈三世及拉班·扫马传》（The History of Robban Sawma and Mar Yahbh-Allaha III，作者不明），摘译了其中的内容，扫马旅行经历因而为世所知。本書曾有以《拉班掃馬和馬克西行記》（朱炳旭譯）為書名的中譯本（大象出版社；ISBN：9787534753190）。
扫马出使西方恰与马可·波罗基本处于同一时代，他对于自身旅途的记载，告诉了后人当时东方世界是如何看待西方世界的，恰与马可·波罗的记载相映成趣。

### 书目
- 《大总管雅巴拉哈三世及拉班·扫马传》，叙利亚文

### 网页
- 周口店政府网站 - 生态旅游 - 房山景教十字寺及其文物价值
- 中国基督教会史：第二部 福音再临——元朝也里可温教
- 元代畏兀儿外交家拉班 扫马事辑[永久]